# تارون سیمونیان
تارون سیمونیان (ارمنی: Տարոն Սիմոնյան؛ زادهٔ ۲۲ ژانویهٔ ۱۹۸۷ در وانادزور) سیاست‌مدار اهل ارمنستان است؛ که از تاریخ ۱۴ ژانویه ۲۰۱۹ نماینده دوره هفتم مجلس ملی جمهوری ارمنستان از حوزه انتخابیه استان لوری می‌باشد. وی فارغ‌التحصیل دانشگاه دولتی ایروان می‌باشد. میناسیان عضو حزب ارمنستان روشن می‌باشد